# Hacelo por mí
«Hacelo por mí» es una canción y sencillo de la banda de rock argentina Attaque 77. Es una de las canciones más conocidas y clásicas del grupo musical, uno de sus éxitos masivos, y es considerado uno de los grandes éxitos de la banda. La canción fue incluida en el álbum El cielo puede esperar, de 1990.
"Hacelo por mí" fue cortina del programa homónimo de TV que condujo Mario Pergolini entre 1991 y 1993 en Canal 9, hecho que incluso llevó a la banda a firmar un gran contrato con una discográfica multinacional. "Hacelo por mí" está considerada en el #45 de la lista "Las 100 mejores canciones del rock argentino", mientras que también figura en la lista VH1 de "Las 100 mejores canciones en español", ocupa el puesto #8.